# Alicia Hava
Alicia Hava, née le 28 novembre 1991 à Neuilly-sur-Seine (Hauts-de-Seine), est une actrice française.
Formée par Michel Galabru, elle commence sa carrière en 2013 dans le feuilleton télévisé Plus belle la vie où elle interprète Margaux Lieber une lycéenne jusqu’en 2015.
Elle a depuis de nombreux rôles au cinéma et dans des séries.

## Biographie

### Jeunesse
Alicia Hava est née le 28 novembre 1991 à Neuilly-sur-Seine.

### Carrière
Après une classe préparatoire littéraire elle abandonne sa scolarité pour le théâtre. Elle se forme au théâtre du Gymnase Marie-Bell auprès de  Michel Galabru. ormée par Michel Galabru, elle commence sa carrière en 2013 dans le feuilleton télévisé Plus belle la vie où elle interprète Margaux Lieber une lycéenne jusqu’en 2015.
En 2018, elle fait ses premiers pas au cinéma aux côtés de Vincent Lindon et Galatea Bellugi dans L'Apparition de Xavier Giannoli. Elle campe le rôle de Clara, petite amie de Guillermo Guiz dans la série Roi de la Vanne sur Canal plus et aux côtés de Manu Payet. Elle décroche en 2019 le rôle principal de Mélodie dans la série Mental réalisée par Slimane-Baptiste Berhoun qui est saluée par la presse et gagne notamment le prix de la meilleure série 26’ au festival de La Rochelle la même année, ainsi que le trophée du film français en 2020. En 2021, elle tourne dans Les Complices de Cécilia Rouaud avec François Damiens et William Lebghil présenté en compétition officielle à L’Alpe D’Huez en 2023. Repérée par la production de Plus belle la vie, elle joue le rôle de Margaux pendant 2 saisons. Elle quitte néanmoins la série et apparaît pour la dernière fois en diffusion en novembre 2015.
Elle joue également aux côtés d'Hugo Becker et Didier Bourdon dans le téléfilm La Mort dans l'âme de Xavier Durringer pour France 2. Elle interprète le rôle de Meriem dans le long-métrage L’Apparition de Xavier Giannoli. Elle interprète Clara, la petite amie de Guillermo Guiz dans la mini-série « Roi de la Vanne » diffusée sur Canal +. En 2019, elle interprète Mélodie, adolescente bipolaire, premier rôle de la série « Mental » diffusée sur France TV Slash et sélectionnée au Festival de la fiction TV.

## Filmographie

### Cinéma

#### Court métrage
- 2012 : Hypnose - réal. Simon Church (FEMIS) - rôle principal - Prix du public, Festival

#### Longs métrages
- 2018 : L'Apparition de Xavier Giannoli : Mériem
- 2019 : Selfie de Tristan Aurouet : fille burger
- 2022 : Pour la France de Rachid Hami : Linda
- 2023 : Les Complices de Cécilia Rouaud : Mounia
- 2024 : La Famille Hennedricks de Laurence Arné

### Télévision
- 2011 : Les Lascars
- 2012-2015 : Plus belle la vie : Margaux Lieber
- 2016 : En Famille : Agathe
- 2017 : La Mort dans l'âme de Xavier Durringer (téléfilm) : Charlotte
- 2017 : Le roi de la vanne saison 1 (série télévisée) : Clara
- 2018 : Le roi de la vanne saison 2 (série télévisée) : Clara
- 2019 :  L'Effondrement saison 1 épisode 5 (série télévisée) : Léa
- 2019 : La Maladroite : une docteure
- 2020 : Candice Renoir : Adèle
- 2021 : Neuf Meufs saison 1 épisode 9 : Leila
- 2021 : Scènes de ménages : apparition
- 2021 : Loin de chez moi de Frédéric Forestier : Louise
- 2022 : Détox de Marie Jardillier : Audrey
- 2023 : Irrésistible d'Antony Cordier et Laure de Butler : Inès
- 2024 : Livreur de Noël de Cécilia Rouaud : Sarah

### Web-série
- depuis 2019 : Mental : Mélodie

## Doublage

### Cinéma

#### Films
- Eva Ruiz dans :
  - À contre-sens (2023) : Jenna
  - À contre-sens 2 (2024) : Jenna
- 2023 : L'Autre Zoey (en) : ? (?)
- 2023 : Maestro : Jamie Bernstein (Maya Hawke)
- 2024 : Shirley : ? (?)

#### Films d'animation
- 2022 : Apollo 10 ½ : Les fusées de mon enfance : voix additionnelles
- 2022 : Le Petit Nicolas : Qu'est-ce qu'on attend pour être heureux ? : Rufus (création de voix)
- 2023 : Le Roi singe : Lin
- 2024 : La Légende du tigre : Rav[n 1]
- 2024 : Ce Noël-là : Teddy Forrest

### Télévision

#### Téléfilms
- Brady Droulis dans :
  - La Légende du prince de Noël (2022) : Sherman
  - Mon miracle de Noël (2022) : Adam Morrison

- 2023 : Les Crimes d'une mère : Chloe (Madison Paige)

#### Séries télévisées
- 2022 : The Watcher : Carter Brannock (Luke David Blumm) (mini-série)
- 2022 : The Devil's Hour (en) : ? (?)
- 2022 : Yonder (en) : Cha Yi-hoo (Han Ji-min) (mini-série)
- 2022-2024 : Une famille vraiment Loud : Liam Hunnicutt (Gavin Maddox Bergman) (9 épisodes)
- 2024 : Criminal Record (en) : ? (?)
- 2024 : Nightmares and Daydreams par Joko Anwar (en) : Syafin (Muhammad Faqih Alaydrus) et Marhan adolescent (Muzakki Ramdhan)
- 2024 : Cent Ans de solitude : ? (?)
- 2024 : Queen Woo (en) : Eul Paso enfant (Anh Seok-hyun)
- 2024 : High Potential : Gavin Reed (Cary Christopher) (saison 1, épisode 5)
- 2025 : Government Cheese (en) : Patrice, jeune (Tenz McCall)

#### Séries d'animation
- 2022 : Chainsaw Man : Aki enfant
- 2023 : Gamera : Régénération (en) : Junichi
- 2023 : Carol et la fin du monde (en) : voix additionnelles
- 2023 : Les QuiQuoi : Boulard et Pétole (création de voix)
- 2024 : Rising Impact : Percival Lawrence
- 2024 : Monstres et Cie : Au travail : Ben (saison 2)
- 2024 : Mille Bornes Challenge : Robby (création de voix)